# Nerk’in Horrat’agh
Aşağı Oratağ (armeniska: Nerk’in Horrat’agh, Ներքին Հոռաթաղ, azerbajdzjanska: Nerkin Oratağ) är en ort i Azerbajdzjan.   Den ligger i distriktet Tərtər Rayonu, i den centrala delen av landet, 260 kilometer väster om huvudstaden Baku. Aşağı Oratağ ligger 597 meter över havet och antalet invånare är 776.
Terrängen runt Aşağı Oratağ är lite bergig. Närmaste större samhälle är Martakert, 4,5 kilometer nordost om Aşağı Oratağ. 
Trakten runt Aşağı Oratağ består till största delen av jordbruksmark. Runt Aşağı Oratağ är det ganska tätbefolkat, med 139 invånare per kvadratkilometer.